# Šalomounův chrám

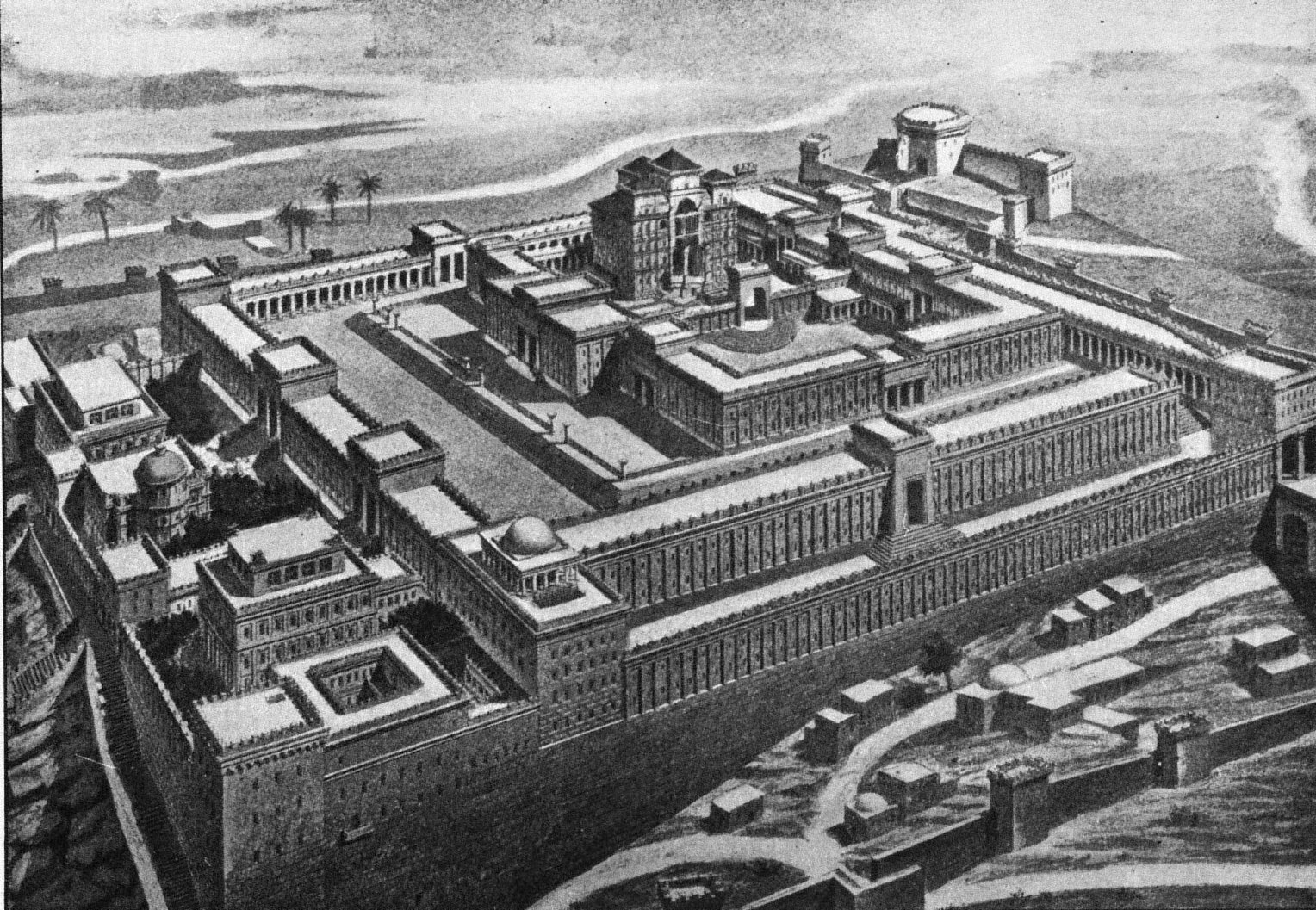
Náčrt představy Šalomounova chrámu

Šalomounův chrám (hebrejsky בית המקדש‎, Bejt ha-mikdaš), známý také jako První chrám, je podle bible prvním židovským chrámem v Jeruzalémě a jediným místem obětí centralizovaného kultu. Podle židovské tradice byl první chrám zbudován králem Šalomounem (970–931 př. n. l.) na Chrámové hoře. Zničení chrámu Babyloňany v roce 587/586 př. n. l. je významnou událostí ve starověkých dějinách Židů i v judaismu.
Tradici o jediném židovském chrámu, který se nacházel na Chrámové hoře, zpochybňují archeologické průzkumy.

## Historie
Postaven byl v 10. století př. n. l. na pahorku zvaném Moria a sloužil 4 století. Roku 586 př. n. l. byl vypálen vojskem babylonského krále Nebukadnezara II. při dobytí Jeruzaléma, po kterém následovalo babylonské zajetí.
Král David učinil Jeruzalém centrem izraelského království a přenesl do něj Boží Archu úmluvy. Šalomoun pak vybudoval chrám jako „dům Božího přebývání“ a jako symbol připoutání lidu k Davidovu rodu. Stavba celého objektu trvala pravděpodobně celých 7 let (4.–11. rok Šalomounovy vlády, tj. přibližně 966–959). Šalomoun od lidu vybíral pro účel stavby vysoké daně a při stavbě mu byli nápomocni tyrští stavitelé.
Chronologie renesančního židovského kronikáře Davida Ganse předpokládá jako datum začátku stavby Šalomounova chrámu rok 2928 od stvoření světa, což odpovídá roku 834–833 před naším letopočtem. Jako datum úplného zničení tohoto prvního chrámu pak uvádí rok 3338 od stvoření světa, což odpovídá roku 424–423 před naším letopočtem. Rozdíl mezi uvedeným datem zboření a počátkem stavby činí 410 let, přičemž o této délce trvání prvního chrámu jsou zmínky v Talmudu.

## Popis
Bible obsahuje poměrně podrobný popis chrámu v První knize královské. Kolem svatyně bylo nádvoří ohraničené ochozem. Na nádvoří se nacházelo veliké liturgické zdobené bronzové umyvadlo, které se nazývalo moře. Před vchodem do chrámu byly dva bronzové sloupy pojmenované Jachín a Boáz.
Svatyně měla tři základní části:
- předsíň – vchod do svatyně
- svatyně – místo, kde se odehrávala bohoslužba (stál zde oltář a menora)
- velesvatyně – tam byla umístěna Archa úmluvy.

Základ chrámu byl z kamene, strop a vnitřní obložení z cedrového dřeva. Interiér byl bohatě vyzdoben za použití bronzu, cedru a zlacení a s použitím motivů lilie, granátového jablka, cherubů, lvů, býků apod. Chrám byl také vybaven množstvím bronzových liturgických předmětů.

## Archeologické nálezy
O chrámu na Chrámové hoře nejsou žádná přímá archeologická svědectví. Prosévání půdy z Chrámové hory přineslo jen nepřímá svědectví, mezi nimi razítko jedné kněžské rodiny, o níž je zmínka v knize proroka Jeremjáše.

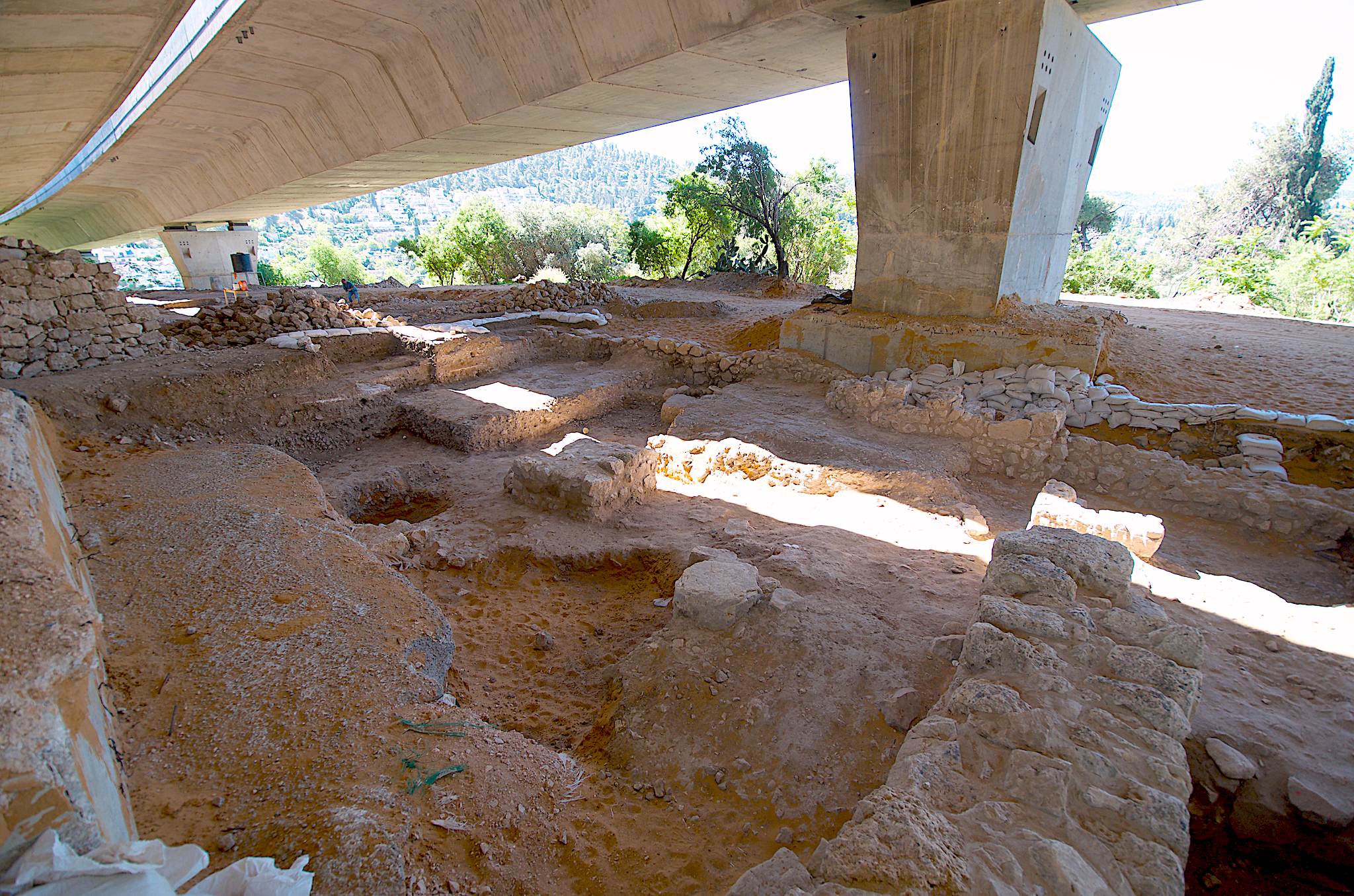
Pozůstatky chrámu v Tel Moca

Nové podněty přinesl archeologický nález učiněný v letech 2012–2013 při stavebních úpravách Dálnice 1 v lokalitě Tel Moca ve čtvrti Moca na západě Jeruzaléma. Na průzkumu nálezu v roce 2019 se podílela česká výprava za vedení biblického archeologa Filipa Čapka. Jedná se o chrám typu megaron z doby Šalamounova chrámu a základní architektonickou dispozicí odpovídá jeho popisu. Podle Čapka se jedná o jeden z řady židovských chrámů, kde se mísilo více kultů. Biblický obraz jediného chrámu a jediného kultu byl pak spíše než historická realita cíl, ke kterému směřovaly mj. Chizkijášova a Jóšijášova reforma. Izraelská Čapkova spolupracovnice Šua Kisilevičová vyslovila i hypotézu, že se jedná přímo o Šalomounův chrám. Předběžné závěry budou předmětem dalšího bádání.